# Ратай, Мацей
Ма́цей Ра́тай (пол. Maciej Rataj; 19 февраля 1884, Хлопы близ Львова — 21 июня 1940, Пальмиры) — польский политик, член Крестьянской партии.

## Биография
Родился в бедной крестьянской семье. Окончил один класс народной школы, затем четыре класса в Комарно. Некоторое время прожил в Усьче-Сольне, затем переехал во Львов, где учился в 4-й классической гимназии.
Выпускник Львовского университета, философ. Работал учителем во Львове и Замосцье. В 1919—1930 и 1934—1935 годах был депутатом сейма, в том числе — в 1922—1928 годах — маршалом сейма. Дважды был исполняющим обязанности президента страны: в декабре 1922 года после убийства Нарутовича и в мае 1926 года после отставки Войцеховского. В 1920—1921 годах был также министром по делам религии.
После поражения Польши в Сентябрьской кампании был членом подполья. После начала оккупации Польши представлял СЛ в Согласительном комитете политических партий. Активно поддерживал польское эмигрантское правительство. В марте 1940 арестован гитлеровцами, расстрелян в Кампиносской пуще около села Пальмиры в окрестностях Варшавы вместе с другими известными поляками (Янушом Кусочиньским, Давидом Пшепюркой и другими спортсменами, интеллигентами и политиками).
В настоящее время могила Мацея Ратая находится на Пальмирском кладбище.

## В кино
- Замаховский, Збигнев («Варшавская битва 1920 года»)
- Томаш Заливский («Смерть президента», «Переворот», «Возрождение Польши»)